# Mangalica

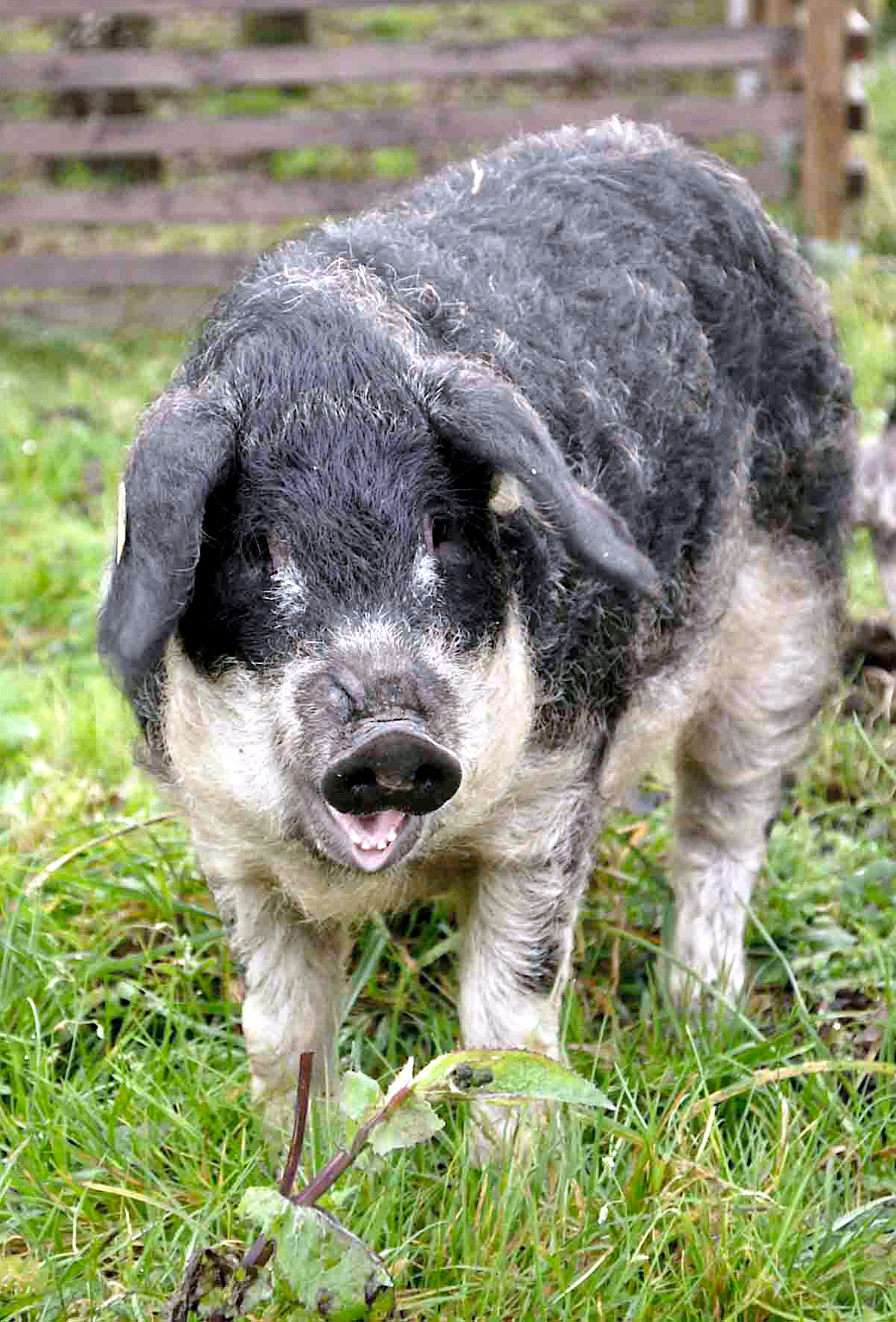
Porc mangalica

El mangalica és una raça de porc (Sus scrofa domestica) autòctona d'Hongria que té l'origen en els encreuaments de la raça primitiva del tronc mediterrani, al qual també pertany el porc ibèric, amb les races Szalontal i Bakonyi, races semisalvatges típiques dels Carpats. Per referir-se a aquesta raça també es fan servir els noms mangalitza i mangalitsa. El mangalica té un pèl molt gruixut i llarg, que sembla llana. La pell de la zona dels ulls i del disc nasal mostra una pigmentació negra, i les ungles també són d'aquest color. El mangalica presenta una proporció de greixos i llard molt elevada.